# Chronicon (Eusebius)
De Chronicon of Kroniek (Grieks: Παντοδαπὴ ἱστορία Pantodape historia, "Wereldgeschiedenis ") is een werk van Eusebius van Caesarea, bestaande uit twee boeken. Deze boeken werden samengesteld in het begin van de 4e eeuw en bevat een wereldkroniek vanaf de tijd van Abraham tot keizer Constantijn I in 325 na Christus. Het eerste boek bevat uittreksels van eerdere schrijvers, het tweede boek een technisch innovatieve lijst met data en evenementen in tabelvorm.
De originele Koine-Griekse tekst is verloren gegaan, hoewel er in latere manuscripten substantiële citaten zijn overgeleverd. Desalniettemin zijn beide boeken grotendeels bewaard gebleven in een Armeense vertaling. Het tweede boek is bovendien volledig bewaard gebleven in de Latijnse vertaling van Hiëronymus van Stridon. De overgeleverde citaten zijn van Jakobus van Edessa en Michaël I de Grote.
De Kroniek werd door Eusebius geschreven vóór de "Kerkgeschiedenis".

## Inhoud
Het eerste deel van het werk (Grieks: ‘Chronographia’, ‘Annalen’) geeft een samenvatting van de wereld geschiedenis gerangschikt naar naties. Het tweede deel (Grieks: Chronikoi kanones, 'Chronologische canons') verschaft een synchronisme van het historische materiaal in parallelle kolommen, het equivalent van een parallelle tijdlijn, waarbij elke regel een jaar is. Het heeft  de langst bewaarde lijst van winnaars  van de Olympische Spelen, maar bevat voornamelijk de hardloopwedstrijd winnaars uit 776 v.Chr. tot 217 na Christus. Deze tabellen zijn volledig bewaard gebleven in de Latijnse vertaling van Hiëronymus van Stridon en in de overgeleverde Armeense vertaling.